# Saccharinae
Saccharinae, podtribus trava u tribusu Andropogoneae, dio potporodice Panicoideae. Postoji nekoliko rodova.

## Rodovi
1. Pseudosorghum A. Camus (1 sp.)
2. Saccharum L. (26 spp.)
3. Miscanthus Andersson (19 spp.)
4. Narenga Burkill (2 spp.)